# Still The Water (phim 2014)
Still the Water (2つ目の窓 Futatsume no Mado) là một bộ phim tâm lý Nhật Bản năm 2014 của nữ đạo diễn Naomi Kawase. Phim được chọn để tranh giải Cành cọ vàng tại Liên hoan phim Cannes năm 2014. Bộ phim được quay tại thành phố Amami, Amami Ōshima, tỉnh Kagoshima, Nhật Bản năm 2013. Âm nhạc của phim do nam ca sĩ kiêm nhạc sĩ đến từ Saitama Hasiken thực hiện.

## Tóm tắt
Trên hòn đảo Amami cận nhiệt đới của Nhật Bản, truyền thống về thiên nhiên vẫn tồn tại vĩnh cửu. Trong đêm trăng tròn của các điệu nhảy truyền thống vào tháng 8, cậu Kaito 16 tuổi, phát hiện ra một xác chết trôi nổi trên biển. Bạn gái của cậu là Kyoko của anh sẽ cố gắng giúp anh hiểu được khám phá bí ẩn này. Họ cùng nhau học cách trở thành người lớn bằng cách trải nghiệm các chu kỳ sống, chết và tình yêu đan xen.

## Diễn viên
- Nijiro Murakami vai Kaito
- Junko Abe vai Kyoko
- Tetta Sugimoto vai Toru
- Miyuki Matsuda vai Isa
- Makiko Watanabe vai Misaki
- Jun Murakami vaiiAtsushi
- Hideo Sakaki vai Thầy giáo
- Fujio Tokita vai Ông già trong làng